# 汽车摆渡列车

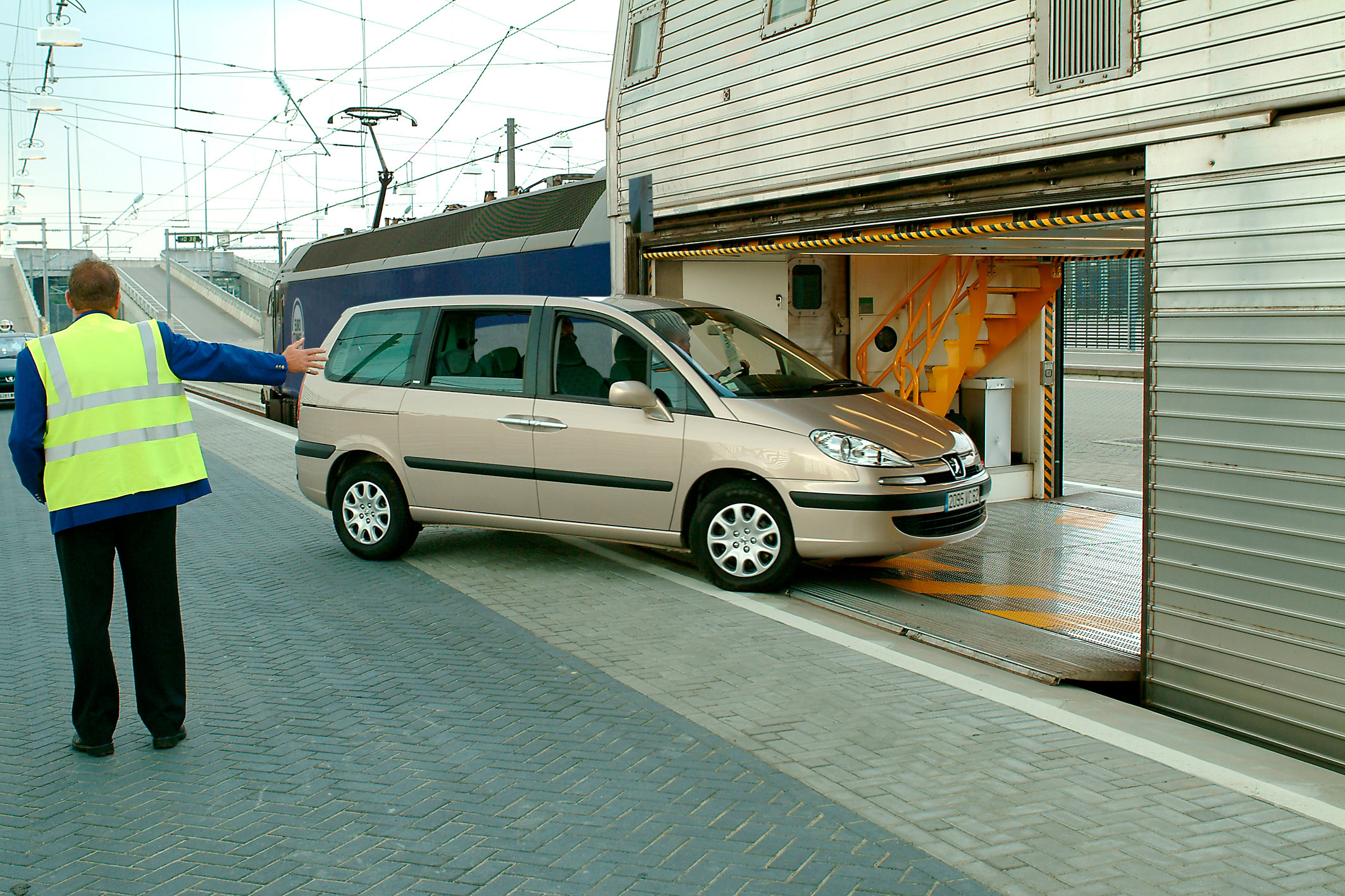
法国北部加来附近的科凯勒，英法海底隧道的法国末端站，一辆标致807正在进入汽车摆渡车厢。

汽车摆渡列车（英語：Car shuttle train）或称汽车装运列车（德語：Autoverladung），是指装运有汽车或其它类别机动车的穿梭列车，在相对较短距离间运行的一种铁路运输形式。其主要在需要穿越隧道的铁路线以及两地间难以利用道路直达的线路中使用。在汽车摆渡列车服务中，机动车的乘客一般会留在他们的车辆上直至完成整个列车摆渡之旅。